# Michael Petkovic
Pour les articles homonymes, voir Petkovic.
Michael Petkovic est un footballeur australien né le 16 juillet 1976 à Fremantle. Il est le frère de Jason Petkovic et évolue au poste de gardien de but.
Il reçoit sa première sélection en équipe d'Australie lors de l'année 1999 et a notamment participé à la fameuse victoire des Australiens contre l'équipe des Samoa américaines (31-0), match au cours duquel Petkovic dû attendre la 86e minute de jeu pour effectuer un premier arrêt.